# 송강 (수호전)
송강(중국어 정체자: 宋江 쑹장[*])은 북송 말인 1121년 현재의 산둥성 인근에서 반란을 일으킨 인물이다. 4대 반란군 중 한 명이며 또 그 반란사건을 바탕으로 한 소설이자 중국의 사대기서(四大奇書) 중 하나인 《수호전》의 주인공이다. 별호는 호보의(呼保義)이다.

## 역사상의 송강
14세기 편찬된 《송사》에 따르면 송강이 이끄는 반란군은 하삭(황하북안)에 흥하여 1121년 회남 여러 지방을 휩쓸고 간 뒤 관군의 토벌을 받아 경동(북송 수도개봉 동쪽, 현재의 산동성 서부), 강북(장강북안)을 전전하여 십군을 공략하였다. 송강의 기세를 두려워한 북송의 조정은 후몽의 건책에 따라 송강의 죄를 용서하고 장군으로 임명해 같은 시기에 강남을 휩쓸고 있던 방랍의 반란군을 토벌시키려 했으나 후몽의 죽음으로 무산되었다. 이후 산동 반도의 해주를 침공했다가 지주 장숙야에게 패하고 항복하였다.
《송사》에 기록된 후몽의 상주문에는 "송강은 (부대를 아우르는 대장격 인원이) 36명으로 제(齊)와 위(魏)를 횡행해 관군이 수만 명 있어도 대항할 수 없을 정도다. 송강의 재주는 남보다 뛰어난 것이 틀림없다"고 했다.
또한 《송사》와는 다른 사료에서는 송강 반란 진압 이후에 방랍 토벌군 중에 송강이라는 이름의 장군이 있었음이 밝혀져 있으나, 이 인물은 《송사》의 도적 송강과 동일인물인지는 여러 설이 있지만 정설은 없다. 
설을 들어보면
- 도적 송강과 장군 송강은 동일인물로 항복 후 방랍토벌에 참여하였을 것이다.
- 도적 송강과 장군 송강과는 다른 사람이다. 도적 송강이 항복 후 방랍토벌에 참가했다면 시기가 맞지 않는다(미야자키 이치사다의 설).
- 장군 송강은 수호전이 유행한 후 사료에 덧붙여진 것으로 조작된 것이며 실재하지 않는다(타카시마 토시오의 설).

등이다.
이 사실을 바탕으로 송강을 수령으로 한 36명의 무법자들이 도적의 소굴이었던 산둥성 서부의 양산박을 본거지로 활동하다가 마지막에는 조정에 항복하기까지의 이야기가 생겨나 《수호전》으로 발전해 갔다.

## 수호전의 송강
《수호전》작중 송강의 자는 공명(公明)이고, 별호는 호보의(呼保義)와 급시우(及時雨)가 있다. 108성 중 1위이자 천강성(天罡星)의 천괴성(天魁星)에 해당한다. 호보의 송강 또는 산동 급시우라 불린다.

### 생애
지주의 아들(삼남)로 운성현의 서리(하급관리)를 지냈으며, '흑삼랑(黑三郞)'이라는 통칭을 가진 풍채가 좋지 않은 남자이지만, 의롭고 곤궁한 자에게는 아낌없이 도와주기 때문에 세상의 호걸들에게 인망이 높았다. 생신강을 강탈한 조개일당을 일부러 놓친 사실을 첩인 염파석에게 들켜 염파석을 살해하였다. 이 때문에 도망칠 수밖에 없게되어 여러 땅을 전전한다. 시진의 저택·공태공의 저택·청주 청풍채 화영의 저택·강주 등지를 유랑하다가 그동안 수많은 인물들을 만나 이들이 양산박에 들어가게하는 안내자가 된다. 송강 자신이 양산박에 들어간 뒤에는 조개의 아래 2위 두령이 되지만 실질적으로는 1위에 가까운 존재가 되어 양산박군을 이끌고 외정(축가장과 고당주)에는 총대장으로 출진하였다. 증두시 공격으로 조개가 전사한 뒤에는 동료들의 추대를 받아 두령으로 지목되지만 고사하고 북경대명부의 대부호인 노준의를 유인하여 양산박의 두령 자리를 양보하려 하였으나 서로 양보하였고 우여곡절 끝에 송강이 양산박군의 총수령, 노준의가 부두령이 된다.
송강은 산적의 수령이면서도 '체천행도(替天行道)', '충의쌍전(忠義雙全)'의 깃발을 내걸고 조정에 충의를 다하기를 원했다. 후에 조정으로부터 죄를 사면받고 귀순해 양산박 군세를 이끌고 북방 이민족인 요나라와 송나라 내 방랍 휘하 반란군 토벌에 활약하지만 개선 후에 조정의 부패한 고관들에 의해 무고한 죄로 독을 먹고 사망했다. 본인의 희망으로 양산박과 흡사한 초주의 요아와(蓼兒窪)에 묻혔다.

### 2개의 별호
'급시우(及時雨)'는 원할 때의 단비(가뭄의 단비)다. 송강이 의협심에 두터워 어려운 사람에게 구원의 손길을 뻗는 것에서 유래했다. 또 다른 별호인 '호보의(呼保義)'는 '보의라고 부르십시오'라는 뜻. 보의(保義)란 송나라 관직에서 벼슬이 낮아 지주 등 부자들이 구하기 쉬운 벼슬이었다. '대군의 장수가 아니라, 말단 벼슬아치입니다'라는 겸손한 자칭.

### 구천현녀의 가호
양산박에 들어간 뒤 아버지 송태공과 동생 송청을 데려오고자 고향으로 간 송강은 자신을 잡으려고 하는 관리들에게서 도망쳐 환도촌의 구천현녀 사당에 숨었다. 그곳에서 하룻밤을 새우다 선잠이 든 송강은 이상한 꿈을 꾸었다. 꿈속에서 구천현녀로부터 '성주(星主)'로 불리며 3권의 천서를 받은 송강은 자신과 동료들이 숙명으로 연결되어 있음을 알고 또 양산박에 관한 예언을 듣는다. 이후 송강은 구천현녀의 비호를 받게 되었다. 다만 이후에 송강이 위기에 빠졌을때 구천현녀의 신력이 도움이 된 묘사는 미미하다.

## 대중 문화
영상 매체에서 송강을 연기한 배우는 다음과 같다.
- 마스청: 영화 《송강노살염파석》(1950)
- 옌준: 영화 《파석교》(1962)
- 구펑: 영화 《수호전》(1972)
- 오바야시 다케시: 드라마 《수호전》(1973)
- 장이: 드라마 《송강노살염파석》(1975), 드라마 《핍상양산》(1976)
- 바오궈안: 드라마 《수호》(1983)
- 양위칭: 드라마 《수호》(1983)
- 황바이밍: 영화 《수호소전》(1993)
- 무화이후: 영화 《낭자연청》(1984)
- 쩡웨이취안: 드라마 《수호영웅전》(1992)
- 리쉐젠: 드라마 《수호전》(1998)
- 우마: 영화 《모야차와 화괴녀》(2004)
- 장한위: 드라마  《수호전》(2011)
- 관쥔: 영화 《벽력화진명》(2012)
- 양훙우: 드라마  《무송》(2013)
- 오다 유지: 드라마  《기타카타 겐조 ‘수호전’》(2025)